# Tetiana Deviatova
Tetiana Deviatova   (Kupiansk, 19 de setembre de 1948), de casada Kostitsina, és una nedadora ucraïnesa, ja retirada, especialista en papallona, que va competir sota bandera soviètica durant la dècada de 1960.
El 1964 va prendre part en els Jocs Olímpics d'Estiu de Tòquio, on va disputar dues proves del programa de natació. Fent equip amb Svetlana Babanina, Svetlana Babanina i Natalya Ustinova guanyà la medalla de bronze en els 4x100 metres estils, mentre en els 100 metres papallona quedà eliminada en sèries. Quatre anys més tard, als Jocs de Ciutat de Mèxic, va disputar tres proves del programa de natació. Fou quarta en els 4x100 metres estils, mentre en les altres dues proves quedà eliminada en sèries.
En el seu palmarès també destaca una medalla de plata en els 4x100 metres estils del Campionat d'Europa de natació de 1966, formant equip amb Natalya Mikhaylova, Galina Prozumenshchikova i Antonina Rudenko, i onze campionats nacionals: cinc en els 100 metres papallona (1965 a 1969), tres en els 200 metres papallona (1966, 1967, 1969), dos en els 400 metres estils (1964, 1965) i un en el relleu estils (1969). El 1966 aconseguí batre el rècord d'Europa dels 200 metres estils. També aconseguí deu rècords nacionals soviètics durant la seva carrera esportiva.
Es va graduar a la Universitat de Khàrkiv.